# Prisión de Dar Naim
La Prisión de Dar Naim es una cárcel en Mauritania. Se encuentra ubicada en la comuna de Dar Naim, una zona desértica a 30 kilómetros (19 millas) de distancia del centro de Nuakchot, la capital de ese país africano. La construcción de Dar Naim terminó en 2007, se abrió en junio de ese mismo año y fue construida para albergar a 300 presos, sustituyendo a la anterior cárcel ubicada en el centro de Nuakchot. En un informe, Amnistía Internacional dijo que "Toda pieza de información recogida por Amnistía Internacional indica que fue diseñado para infligir el máximo sufrimiento y la humillación de los prisioneros".